# Галєєв Рузаль Ельмірович
Рузаль Ельмірович Галєєв (рос. Рузаль Эльмирович Галеев; нар. 8 лютого 1995, Казань) — російський хокеїст, який нині виступає за казахстанський клуб «Павлодар» з однойменного міста.

## Життєпис
Народився 8 лютого 1995 року в м. Казані (Татарстан, РФ).
Вихованець казанського клубу «Ак Барс». У 2013 році виступав у складі юніорської збірної Росії на чемпіонаті світу U-18 у Сочі. Є бронзовим призером чемпіонату МХЛ (2014) у складі ХК «Ірбіс» (Казань).
Грав в «Ак Барсі» (Казань, 2014—2018, ВХЛ), ХК «Нафтовик» (Альметьєвськ, 2016/17, ВХЛ). У сезоні 2018/19 зіграв 15 матчів за ХК «Тамбов», потім переїхав до Казахстану, де провів складі ХК «Алмати» 19 матчів (2 + 6). Після цього повернувся у ВХЛ у сезоні 2019/20, де виступав за китайський «Ценг Тоу» (52 матчі, 21 очко (11 + 10), 34 хв штрафу, показник корисності «-21»). У ВХЛ провів 184 гри (30 шайб і 24 гольових передачі).
Сезон 2020/21 почав у білоруській Екстралізі у складі ХК «Металург» зі Жлобина, де провів 15 матчів (0 + 5, показник корисности «-1»). У грудні за згодою сторін покинув клуб, який раніше виставив гравця на драфт відмов.
З 2021 року виступає в Чемпіонаті Казахстану з хокею, спочатку за ХК «Алмати», а з 2022 року — «Іртиш» (Павлодар).